# 1-Nonanol
1-Nonanol je masni alkohol pravog lanca sa devet atoma ugljenika i molekulskom formulom . On je bezbojna ili bledo žuta tečnost sa  mirisom citrusa.
Nonanol se prirodno javlja u ulju pomorandži. Primarna upotreba nonanola je proizvodnja veštačkog limunovog ulja. Razni estri nonanola, kao što je nonil acetat, se koriste u proizvodnji parfema i začina.